# Погожокриницька сільська рада
Пого́жокрини́цька сільська́ ра́да — колишній орган місцевого самоврядування в Роменському районі Сумської області. Адміністративний центр — село Погожа Криниця.

## Загальні відомості
- Населення ради: 680 осіб (станом на 2001 рік)

## Населені пункти
Сільській раді підпорядковані населені пункти:
- с. Погожа Криниця
- с. Галенкове
- с. Степурине
- с. Яковенкове

## Колишні населені пункти
- с. Розумакове, зняте з обліку 2008-го.

## Склад ради
Рада складається з 14 депутатів та голови.
- Голова ради: Сердюк Василь Кузьмович
- Секретар ради: Сердюк Тетяна Петрівна

### Керівний склад попередніх скликань
| Прізвище, ім'я, по батькові | Основні відомості                                                         | Дата обрання | Дата звільнення |
| --------------------------- | ------------------------------------------------------------------------- | ------------ | --------------- |
| Сердюк Василь Кузьмович     | Сільський голова, 1960 року народження, освіта вища                       | 26.03.2006   | 31.10.2010      |
| Сердюк Василь Кузьмович     | Сільський голова, 1960 року народження, освіта вища, член Партії регіонів | 31.10.2010   |                 |

Примітка: таблиця складена за даними сайту Верховної Ради України